# Metz Albert
Metz Albert (Havadtő, 1868. december 13. – Marosvásárhely, 1925. július 25.) erdélyi magyar zeneszerző, hegedűművész. Metz István apja, Metz Katalin nagyapja.

## Életútja, munkássága
Tanulmányait a marosvásárhelyi Református Kollégiumban s a budapesti Nemzeti Zenedében végezte (1885). A budapesti Operaház zenekarának brácsása (1890-1907), majd a marosvásárhelyi Zenekonzervatórium igazgatója haláláig.
Megalapította a város első szimfonikus zenekarát (1910), mellyel más városokban is hangversenyezett. Alapítója a nevét viselő vonósnégyesnek is. Balettje a Nappal és éjjel, két operettje: A cserkeszlány és a Don Juan a háremben (1895-1907); zenekari darabok, hangszeres és vokális kamarazene szerzője, kétkötetes hegedűiskolája jelent meg (1902). Ballada c. férfikari munkája és több népdalegyvelege a Romániai Magyar Dalosszövetség kórusainak műsorán szerepelt.